# 拉尔斯-约兰·尼尔松
拉尔斯-约兰·尼尔松（瑞典語：Lars-Göran Nilsson，1944年3月9日—），瑞典男子冰球运动员，场上位置是前锋。他曾代表瑞典国家队参加1968年和1972年冬季奥林匹克运动会冰球比赛，均获得第四名。